# LINE Business Partners
LINE Business Partners株式会社（ラインビジネスパートナーズ、LINE Business Partners Corporation）は、LINE傘下のインターネット事業（広告代理事業、サービス開発事業）を行う企業。2009年6月にADWIRES株式会社を資本傘下に。2010年10月に同社を吸収合併。
2012年1月1日、NHN Japanとライブドアの経営統合に伴いNHN Japanの子会社、韓国NHNの関連会社となる。
2013年4月1日、ジェイ・リスティング株式会社から現社名に変更。
2017年12月11日、LINE Payに合併し解散。

## 事業内容
- 広告代理事業
- サービス開発事業